# Majastres
 Majastres  es una población y comuna francesa, situada en la región de Provenza-Alpes-Costa Azul, departamento de Alpes de Alta Provenza, en el distrito de Digne-les-Bains y cantón de Mézel.

## Demografía
| 27 | 20 | 14 | 12 | 10 | 8 |
| Para los censos de 1962 a 1999 la población legal corresponde a la población sin duplicidades (Fuente: INSEE [Consultar]) |    |    |    |    |   |

## Cultura
La población y la comarca es mencionada en Los náufragos de la D-17, comedia, de Luc Moullet.